# 칸나속
칸나속(canna屬, 학명: Canna 칸나[*])은 생강목의 단형 과인 칸나과(canna科, 학명: Cannaceae 칸나케아이[*], 또는 홍초과(紅草科))의 유일한 속이다. 주로 열대 아메리카에 1속의 30-60종 가량이 자란다. 생김새는 생강과와 매우 비슷하지만 잎혀가 없는 점이 다르므로 꽃이 없어도 이 두 과를 구별할 수 있다. 3개의 꽃받침조각과 꽃잎을 가지며, 수술도 보통 3개로 꽃잎처럼 변해 있는데, 그 중 1개는 순판 모양이 된다. 씨방은 하위이며 꽃잎화되는 경향이 있는 암술대가 같이 생긴다. 열매는 삭과로 표면이 거칠다.

## 하위 분류
- 인디언칸나(C. indica L.)
- C. bangii Kraenzl.
- C. flaccida Salisb.
- C. glauca L.
- C. iridiflora Ruiz & Pav.
- C. jaegeriana Urb.
- C. liliiflora Warsz. ex Planch.
- C. lineata Ciciar.
- C. paniculata Ruiz & Pav.
- C. pedunculata Sims
- C. tandilensis Ciciar.
- C. tuerckheimii Kraenzl.

그 외에 인공 교잡 원예종인 칸나(C. × generalis L.H.Bailey)가 있다.